# Loricella scissurata
Loricella scissurata is een keverslakkensoort uit de familie van de Loricidae. De wetenschappelijke naam van de soort is voor het eerst geldig gepubliceerd in 1990 door Xu.